# First United Methodist Church (Buffalo)

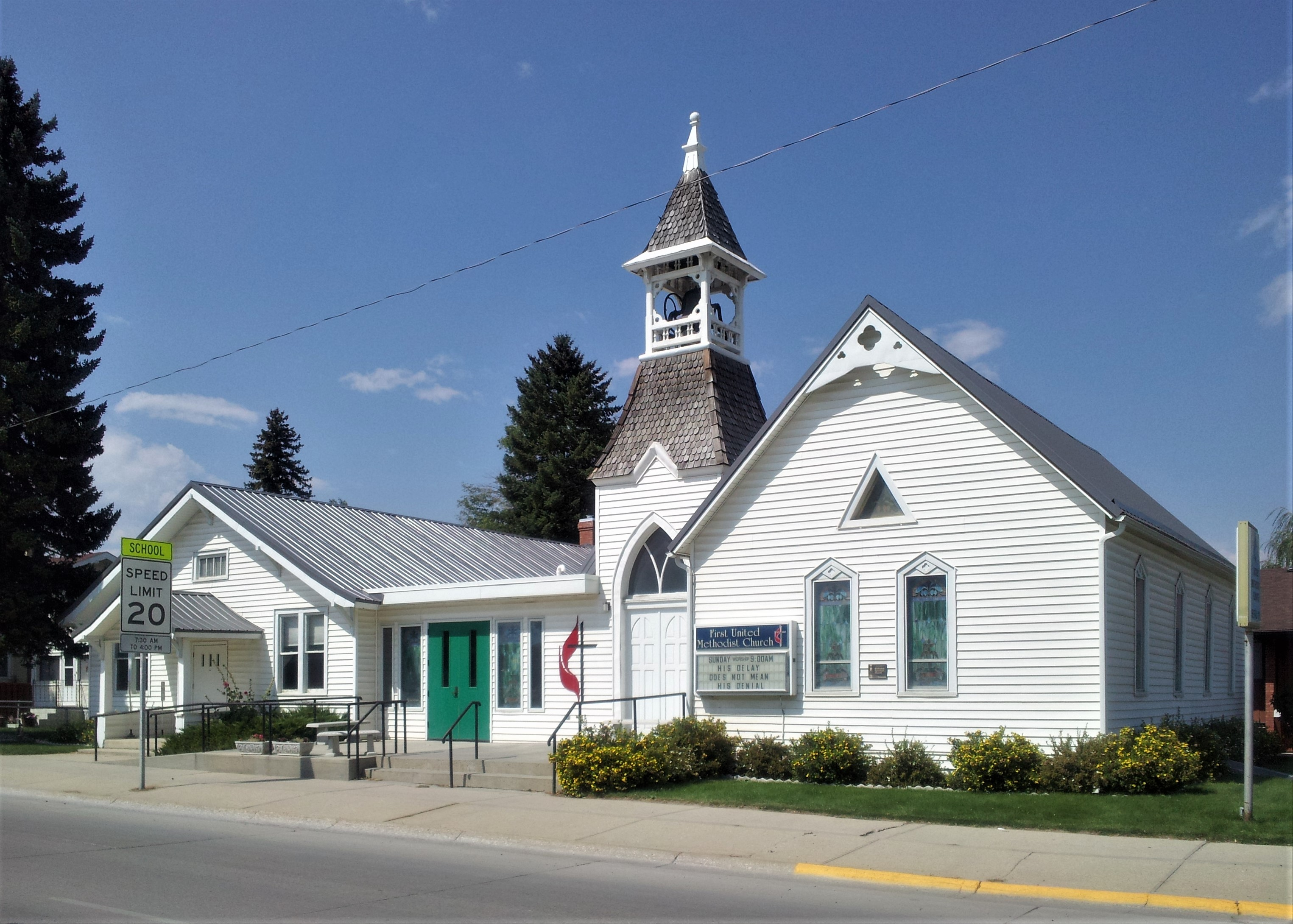
Die First United Methodist Church in Buffalo

Die First United Methodist Church ist ein methodistisches Kirchengebäude in Buffalo (Johnson County) im US-Bundesstaat Wyoming in den Vereinigten Staaten. Das Bauwerk wurde 1976 im National Register of Historic Places als historisches Denkmal aufgenommen.

## Geschichte
Die methodistische Kirchengemeinde innerhalb der Methodist Episcopal Church gründete sich in Buffalo am 7. Oktober 1892 mit der Ernennung des ersten Pfarrers, Reverend H.A. Toland. Reverend E.J. Robinson wurde 1895 zum Pfarrer ernannt und mit den Planungen für den Bau eines eigenen Kirchengebäudes wurde begonnen. Am 15. Juni 1898 kauften die Methodisten das Grundstück für den Bau der Gemeindekirche von der American Baptist Home Mission Society zum Preis von 75,00 $. Der Grundstein wurde am 17. August 1898 gelegt. In ihn eingelassen waren eine Bibel, ein Gesangbuch, eine Kopie der Kirchenordnung, mehrere Kirchenpapiere und einige Münzen. Die Methodist Episcopal Church wurde schließlich am 28. Mai 1899 eingeweiht. Die Kosten für den Bau betrugen 2.075 $. Die Kirchenbänke wurden von der Methodistenkirche in Sheridan erworben und sind bis heute in Gebrauch. Die Kanzel wurde von Dave Muir gestiftet. 1906 wurde die Kirche unterkellert. Die ebenfalls gestifteten Buntglasfenster wurden 1916 eingebaut. Am 19. Dezember 1923 kam es im hinteren Teil des Gebäudes zu einem Brand. Im Zuge der Wiederherstellungsarbeiten des beschädigten Teils der Kirche wurde das Gebäude nach Norden hin erweitert. Das Gotteshaus hat seitdem sein originales Erscheinungsbild bewahrt.